# Dora Doll
Dora Doll, född Dorothée-Hermina Feinberg 19 maj 1922 i Berlin, död 15 november 2015 i Saint-Gilles-Croix-de-Vie, var en fransk skådespelerska.

## Roller i urval
- 1938 – Hotel du Nord
- 1949 – Manon
- 1954 – Grisbi - blod på guldet
- 1956 – Elena och männen
- 1956 – Storgatan
- 1958 – De unga lejonen
- 1962 – Steg för steg
- 1974 – Den avhuggna handen
- 1976 – Seger under sång
- 1977 – Julia
- 1982 – Natten i Varennes
- 1998 – En kvinnas uppbrott (TV-serie)